# Société nationale de radiodiffusion-télévision de la République kirghize
Société nationale de radiodiffusion-télévision de la République kirghize (kirghize : Кыргыз Республикасынын Улуттук телерадиоберүү корпорациясы; russe : Национальная телерадиовещательная корпорация Киргизской Республики; UTRK) est la chaîne de télévision généraliste et radio publique au Kirghizistan.